# Мухаммед ібн Абд аль-Мумін
Мухаммед ібн Абд аль-Мумін (*д/н —1163) — володар Альмохадів у 1163 році. Втім його не включено в офіційний перелік халіфів.

## Життєпис
Походив з династії Альмохадів. Син халіфа Абд аль-Муміну. Замолоду брав участь у бойових діях проти Альморавідів. У 1154 році його було оголошено спадкоємцем трону. Слідом за цим відзначився у походах до Тунісу та Триполітанії.
В подальшому повернувся до Марракешу. Після смерті батька у травні 1163 року Мухаммед став новим володарем держави Альмохадів під ім'ям амір аль-Мумін. Втім через 2 місяці візир Омар ібн Абд аль-мумін, брат Мухаммеда, влаштував заколот проти останнього. Візир оголосив, що їх батько перед смертю скасував право на спадкування Мухаммедом трону.
В цей момент до Африки переправився інший брат Абу Якуб Юсуф, який зайняв Марракеш, поваливши аміра Мухаммеда. Незабаром той загинув.